# Eli Dasa
Elazar Dasa, abrégé Eli Dasa, né le 3 décembre 1992 à Netanya, est un footballeur international israélien. Il évolue au poste de défenseur droit au Dynamo Moscou.

## Carrière

### En équipe nationale
Eli Dasa est sélectionné dans quasiment toutes les équipes nationales de jeunes, des moins de 16 ans jusqu'aux espoirs.
Avec les espoirs, il participe au championnat d'Europe espoirs 2013 organisé dans son pays natal. Lors de cette compétition, il joue deux matchs : contre la Norvège, puis contre l'Italie. Il reçoit un total de 17 sélections avec les espoirs.
Eli Dasa honore sa première sélection en équipe d'Israël le 3 septembre 2015, lors d'un match contre Andorre. Ce match gagné 4-0 à Haïfa rentre dans le cadre des éliminatoires de l'Euro 2016. Il dispute ensuite la même année, deux autres matchs rentrant dans le cadre de ces mêmes éliminatoires, contre le Pays de Galles et Chypre.
Lors de l'année 2016, il dispute trois matchs rentrant dans le cadre des éliminatoires du mondial 2018. Il joue à cet effet contre la Macédoine, le Liechtenstein, et l'Albanie. Il s'agit de trois victoires.

## Statistiques
| Saison                | Club                  | Championnat           | Championnat | Championnat | Coupe nationale | Coupe nationale | Coupe de la Ligue | Coupe de la Ligue | Compétition(s) continentale(s) | Compétition(s) continentale(s) | Compétition(s) continentale(s) | Israël | Israël | Total | Total |
| Saison                | Club                  | Division              | M.          | B.          | M.              | B.              | M.                | B.                | Comp.                          | M.                             | B.                             | M.     | B.     | M.    | B.    |
| 2010-2011             | Beitar Jérusalem      | Ligat Winner          | 18          | 0           | 0               | 0               | 0                 | 0                 | -                              | -                              | -                              | -      | -      | 18    | 0     |
| 2011-2012             | Beitar Jérusalem      | Ligat Winner          | 18          | 0           | 0               | 0               | 0                 | 0                 | -                              | -                              | -                              | -      | -      | 18    | 0     |
| 2012-2013             | Beitar Jérusalem      | Ligat Winner          | 25          | 1           | 0               | 0               | 3                 | 0                 | -                              | -                              | -                              | -      | -      | 28    | 1     |
| 2013-2014             | Beitar Jérusalem      | Ligat Winner          | 20          | 0           | 1               | 0               | 0                 | 0                 | -                              | -                              | -                              | -      | -      | 21    | 0     |
| 2014-2015             | Beitar Jérusalem      | Ligat Winner          | 32          | 2           | 1               | 0               | 2                 | 0                 | -                              | -                              | -                              | -      | -      | 35    | 2     |
| 2015-2016             | Beitar Jérusalem      | Ligat Winner          | -           | -           | -               | -               | 1                 | 0                 | C3                             | 2                              | 0                              | -      | -      | 3     | 0     |
| Sous-total            | Sous-total            | Sous-total            | 113         | 3           | 2               | 0               | 6                 | 0                 | -                              | 2                              | 0                              | -      | -      | 123   | 3     |
| 2015-2016             | Maccabi Tel-Aviv      | Ligat Winner          | 28          | 2           | 5               | 0               | 0                 | 0                 | C1                             | 3                              | 0                              | 3      | 0      | 39    | 2     |
| 2016-2017             | Maccabi Tel-Aviv      | Ligat Winner          | 11          | 0           | -               | -               | 4                 | 0                 | C3                             | 8                              | 0                              | 3      | 0      | 26    | 0     |
| Sous-total            | Sous-total            | Sous-total            | 39          | 2           | 5               | 0               | 4                 | 0                 | -                              | 11                             | 0                              | 6      | 0      | 65    | 2     |
| Total sur la carrière | Total sur la carrière | Total sur la carrière | 152         | 5           | 7               | 0               | 10                | 0                 | -                              | 13                             | 0                              | 6      | 0      | 188   | 5     |